# Distretto di Santa Eulalia
Il distretto di Santa Eulalia è uno dei trentadue distretti della provincia di Huarochirí, in Perù. Si trova nella regione di Lima e si estende su una superficie di 111,12 chilometri quadrati.
Ha per capitale la città di Santa Eulalia.